# Stoom-Bierbrouwerij De Ster
De Stoom-Bierbrouwerij De Ster (De Star) was een in 1824 opgerichte onderneming in de Nederlandse plaats 's-Hertogenbosch. Het bedrijf werd gesticht door Jan van Boxtel en Gerard van Schijndel en overgenomen en gekocht door de in 1821 in Den Haag geboren Josephus Theodorus Boelen.

## Geschiedenis
Bierbrouwerij "de Star" was de naam van de brouwerij toen deze in 1824 gesticht werd door Jan van Boxtel en Gerard van Schijndel. De brouwerij werd tussen 1840 en 1850 verkocht aan J.T. Boelen door Jan van Boxtel en is toen omgedoopt tot Stoom-bierbrouwerij "de Ster " J.T. Boelen. De juiste datum van verkoop is onbekend.
In 1827 heeft Gerard van Schijndel zijn aandelen die hij had aan Jan van Boxtel verkocht dit alles conform een notariële akte van 9 augustus 1827 die bij notaris Johannes van der Berg gepasseerd werd.
In de betreffende notariële akte staat o.a.: “De comparanten verklaarden dat zij in den jare achttienhonderd vier en twintig hebben aangelegd, de Bierbrouwerij, Mouterij, Bierhuis, erve en verder aanhooren, genaamd De Star, staande omtrent de Groote Heekel op de Triniteit te ’s-Hertogenbosch, dat zij die Bierbrouwerij tot heden toe in gemeenschap hebben uitgeoefend ter goeden trouwe, zonder daarvan immer eenig schriftelijk contract van associatie of ander accoord te hebben gemaakt enz.” Uit alles blijkt dat Gerard van Schijndel zijn helft onder bepaalde voorwaarde voor ƒ 5000,00 verkoopt aan Jan van Boxtel.
Joseph Boelen verwierf de brouwerij en een kavel grond gelegen aan de Triniteitstraat, waar hij een nieuwe brouwerij bouwde, die met de achterzijde aan de rivier de Dieze gelegen was. Het pand werd opgetrokken uit zandsteen, een veel gebruikte steensoort in die dagen. Op de voorgevel boven de eerste verdieping was de volledige naam uitgehakt in het zandsteen te weten:
STOOM-BIERBROUWERIJ DE STER J.T. BOELEN. Het brouwhuis lag aan het riviertje de Dieze. Uit deze watergang werd het water voor het te brouwen bier betrokken.
Joseph Boelen overleed in 1876, twee van zijn zoons, Theo en Chris, namen toen de brouwerij over. Theo nam de dagelijkse leiding over de brouwerij op zich, terwijl Chris de commerciële en administratieve kant van het bedrijf voor zijn rekening nam.
In 1888 werd aan de overkant van de Triniteitstraat op nummer 19 een nieuwe annex van de brouwerij gebouwd. In de geveltop staat het jaartal 1888 met het logo - een ster - van de brouwerij. De roerkuip die in dit gebouw stond had een inhoud van 1819 liter en de brouwketel 4061 liter. Naast een brouwerij bezat De Ster ook een mouterij, beide werden gestookt op steenkool.
Het toenmalige woonhuis van de familie Boelen, nu Triniteitstraat 8, bevond zich naast de voormalige brouwerij. Dit pand staat inmiddels op de rijksmonumentenlijst.
De bierbrouwerij bestond van 1850 tot 1906. De oude brouwerij is toen afgebroken en ervoor in de plaats zijn in 1908 drie woonhuizen gebouwd. Na de sluiting vertrokken de broers naar Den Haag waar het bedrijf ook een vestiging had.

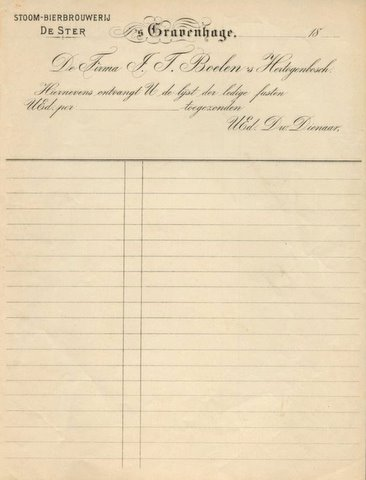
Fustlijst
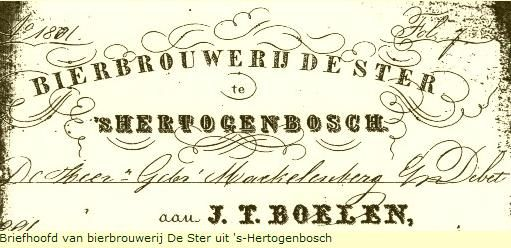
Briefhoofd
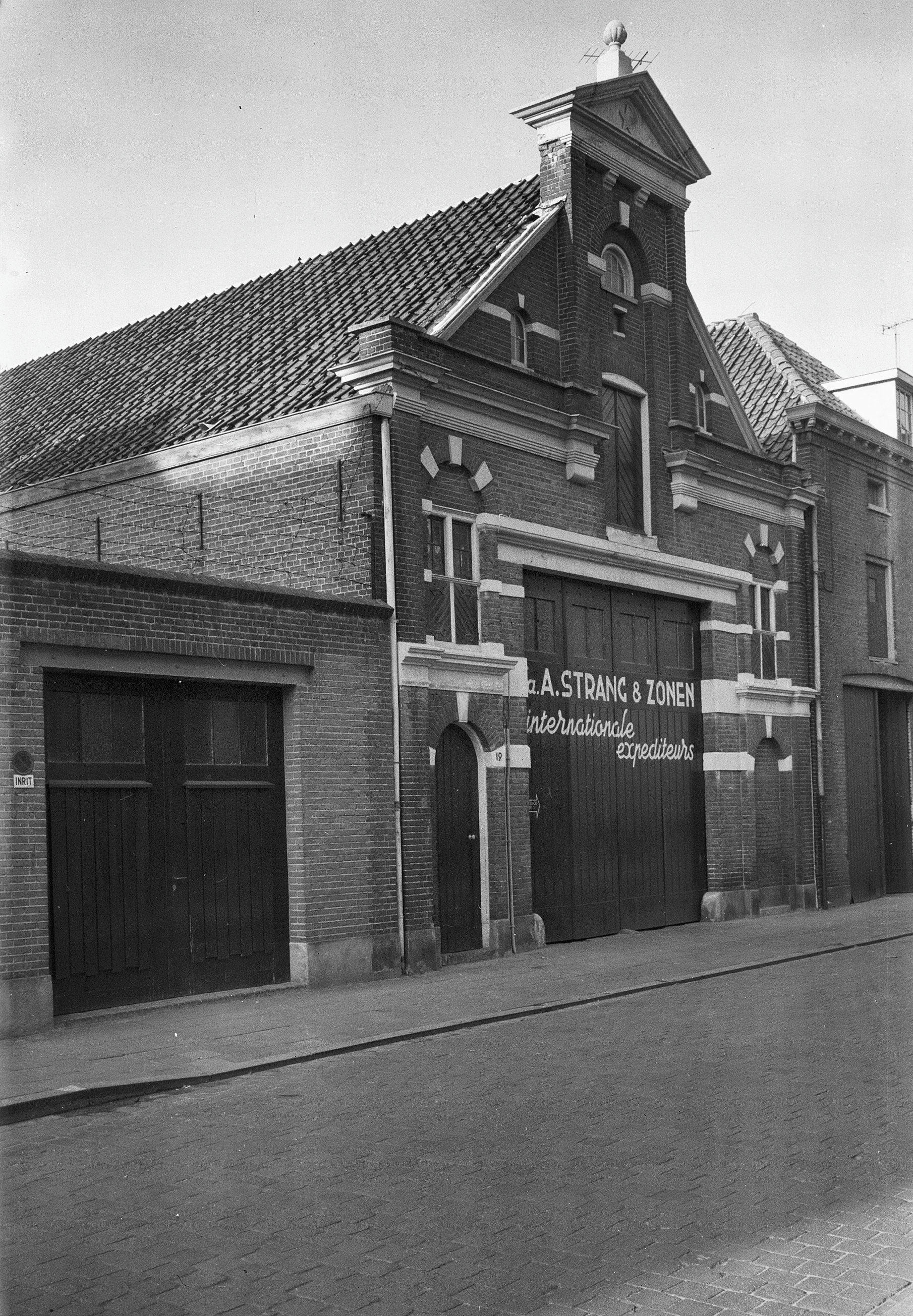
Brouwerij 1888-1905. Triniteitstraat 19.